# П'єр Воме
П'єр Воме (фр. Pierre Womé, нар. 26 березня 1979, Дуала) — камерунський футболіст, що грав на позиції захисника.
Виступав, зокрема, за клуби «Болонья», «Вердер» та «Кельн», а також національну збірну Камеруну.
Дворазовий володар Кубка Італії. Володар Суперкубка Італії з футболу. У складі збірної — олімпійський чемпіон. Дворазовий володар Кубка африканських націй.

## Клубна кар'єра
Він почав свою футбольну кар'єру у віці 14 років у камерунському клубі другої ліги «Фогапе Яунде». Успішні виступи в цьому клубі призвели до переходу в більш сильний клуб міста «Канон Яунде», де він забив 13 м'ячів протягом двох років гри. Під час гри в цьому клубі він дебютував у збірній Камеруну і у 17 років він взяв участь у Кубку африканських націй.
Хороша гра під час континентального турніру призвела до зацікавленості з Європи і камерунський захисник, якому ще не виповнилося 18 років, перейшов в італійську «Віченцу». Там він дебютував в сезоні 1996/97 16 березня, під час матчу Серії А проти «Кальярі» (1:2). Він також зіграв ще два матчі у кольорах цього клубу до кінця сезону, що не задовольняло амбіцій гравця, через що він пішов в оренду у Серію B в «Луккезе-Лібертас», де грав набагато більше. У 24 матчах він забив два голи.
Після вдалих виступів на чемпіонаті світу 1998 року футболістом зацікавилась «Рома» і Воме знову повернувся в Серію А. У тій команді грали такі зіркові захисники як Венсан Кандела, Заго, Алдаїр, Кафу, Луїджі Ді Б'яджо, тому молодий камерунець зіграв лише 8 ігор за сезон і змінив клуб знову. Цього разу він перейшов у «Болонью». За три сезони він провів за клуб 36 матчів в Серії А і забив 3 голи. Свій перший гол у вищому італійському дивізіоні забив у матчі проти «Перуджі» на 50-й хвилині матчу 19 грудня 1999 року.

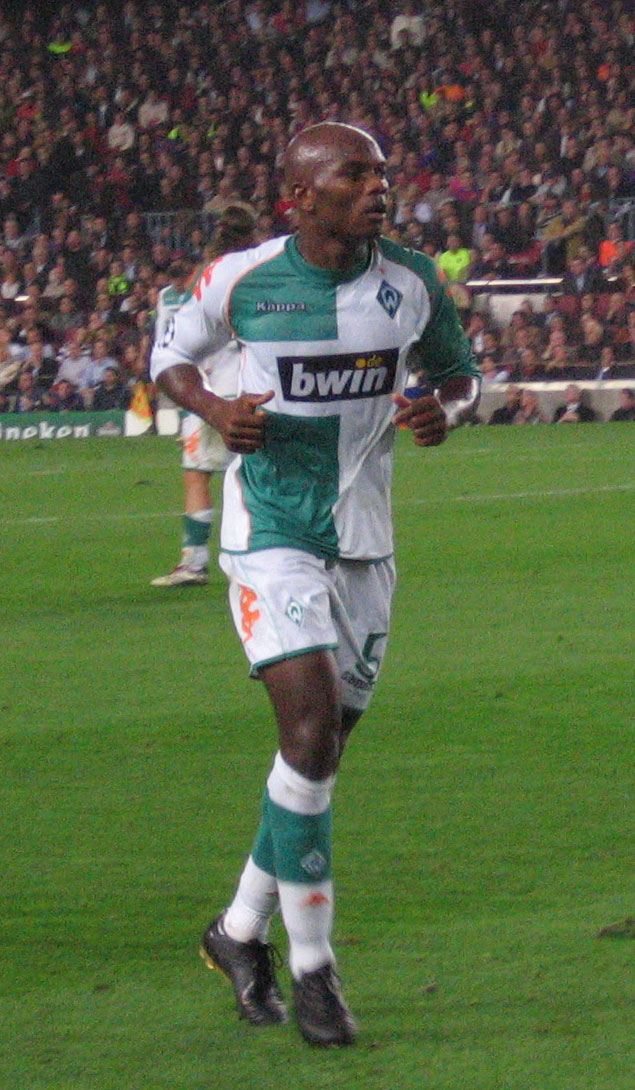
П'єр Воме під час виступів за «Вердер». 5 грудня 2006 року.

У 2002 році перейшов в англійський «Фулгем», за який дебютував 23 жовтня 2002 року у матчі проти «Вест Гем Юнайтед», в якому на 90 хвилині заробив пенальті у свої ворота і Паоло Ді Каніо з позначки забив єдиний м'яч у грі. Загалом за сезон П'єр провів лише 14 матчів у Прем'єр-лізі і забив один гол у ворота «Вест-Бромвіч Альбіон» (3:0), після чого покинув клуб.
У липні 2003 року перейшов в «Еспаньйол», зіграв в одному сезоні 23 гри, в березні 2004 року його ледь не купив московський «Спартак». У січні 2005 року футболіст вирішив повернутися до Італії та перейшов у «Брешію». Усього зіграв за клуб до кінця сезону 16 матчів, а влітку несподівано увійшов до складу «Інтернаціонале». Дебют відбувся в кваліфікації Ліги чемпіонів у матчі проти донецького «Шахтаря». Футболісти з Мілана перемогли українців і П'єр отримав шанс дебютувати в груповому етапі головного європейського футбольного турніру. 13 вересня він дебютував там у матчі з «Артмедією» (Братислава), вигравши 1:0. Пізніше він зіграв у матчах проти «Рейнджерса» і «Порту», а також у матчах-відповіді з «Рейнджерсом» і «Артмедією», а також в 1/8 фіналу з «Аяксом» і в чвертьфіналі з «Вільярреалом» від яких італійський клуб і вилетів. Проте в Серії А камерунець основним гравцем не став, хоча з «Інтером» став чемпіоном країни, після того як його клуб піднявся з третього місця через корупційний скандал в Італії в тому році.
Влітку 2006 року був куплений «Вердером», з яким грав у Лізі Чемпіонів і Кубку УЄФА, також ставав бронзовим призером чемпіонату Німеччини 2006/07. У сезоні 2007/08 Воме через проблеми з пахом не зіграв у чемпіонаті Німеччини жодного матчу.
Влітку 2008 року підписав контракт з «Кельном», який завоював путівку в Бундеслігу. З новим клубом футболіст уклав угоду за системою «2+1». Дебют за команду в чемпіонаті Німеччини відбувся 16 серпня 2008 року в матчі з «Вольфсбургом» (1:2). Наприкінці сезону 2009/10 було оголошено про те, що «Кельн» не буде продовжувати контракт гравця після закінчення сезону.
Після цього Воме повернувся до Африки, де спочатку пограв за габонський «Сапен», а потім на батьківщині за «Канон Яунде» та «УСМ Лум».
Завершував ігрову кар'єру у французьких нижчолігових клубах «Шамблі» та «Руа-Нойон», за команду якого виступав протягом 2014—2016 років.

## Виступи за збірну
4 червня 1995 року дебютував в офіційних іграх у складі національної збірної Камеруну під час матчу з Лесото, у віці 17 років. Наступного року з командою був учасником Кубка африканських націй 1996 року у ПАР, а потім поїхав і на чемпіонат світу 1998 року у Франції.
В кінці 1990-х і на початку 2000-х років Воме був основним лівим захисником збірної Камеруну і одним з ключових гравців команди, які виграла два поспіль Кубка африканських націй 2000 року у Гані та Нігерії і 2002 року у Малі, а також олімпійську золоту медаль у 2000 році. При цьому всі три турніри були виграні в серії пенальті, і Воме взяв участь у всіх трьох перемогах. У матчі олімпійського турніру Воме забив п'ятий і вирішальний пенальті, щоб виграти титул для своєї країни. Він також забив з пенальті у фіналі Кубка африканських націй 2000 року, але не зміг переграти воротаря Сенегала Тоні Сільву у фіналі наступного континентального змагання. Єдиним невдалим для Камеруну турніром в цей період був Кубок конфедерацій 2001 року в Японії і Південній Кореї, де африканська збірна не вийшла з групи.
8 жовтня 2005 року у останньому відбірковому матчі до чемпіонату світу 2006 року Воме в доданий арбітром час зголосився виконати одинадцятиметровий у ворота збірної Єгипту при рахунку (1:1), перед цим запевнивши штатного пенальтиста збірної Самуеля Ето'о, що заб'є. Тим не менше П'єр не забив вирішальний пенальті і втрачені очки коштували Камеруну путівки на чемпіонат світу. Розлючені фанати в Яунде розбили автомобіль футболіста і влаштували погром в салоні краси, який належав його подрузі. Під загрозою небезпеки поліцейські доставили Воме в аеропорт, звідки він відбув до Італії. Сім'я гравця перебувала під охороною поліції.
За кілька днів після матчу на прес-конференції Воме розповів про штраф: «Ніхто не хотів бити цей пенальті. Ніхто. Ні Самуель Ето'о, ні наш капітан Рігобер Сонг, бо вони знали, що могло статися, якщо б вони не забили. Я завжди мав мужність і я пішов на точку". Він також заявив, що деякі фанати Камеруну хотіли його вбити. Тим не менш наступного року взяв участь у Кубку африканських націй 2006 року в Єгипті, де Камерун дійшов до 1/4 фіналу, програвши збірної Кот-д'Івуара (0:0), (д.ч. 1:1, пен. 11:12). Це був останній великий турнір для гравця.
19 березня 2007 року Воме оголосив про закінчення кар'єри в збірній. Пізніше він повернувся до команди у 2009 році на матч кваліфікації чемпіонату світу 2010 року проти Марокко і грав до 2013 року. Протягом кар'єри у національній команді, яка тривала 14 років, провів у формі головної команди країни 70 матчів, забивши 5 голів.

## Подальша кар'єра
У березні 2017 року Воме був призначений спортивним директором клубу «Канон Яунде».

## Титули і досягнення

### Клубні
- Чемпіон Італії (1):

«Інтернаціонале»: 2005–06
- Володар Кубка Італії (2):

«Віченца»: 1996–97
«Інтернаціонале»: 2005–06
- Володар Суперкубка Італії (1):

«Інтернаціонале»: 2005
- Володар Кубка німецької ліги (1):

«Вердер»: 2006

### Збірні
- Чемпіон Африки (U-21): 1995
- Олімпійський чемпіон (1):

Камерун: 2000
- Володар Кубка африканських націй (2):

Камерун: 2000, 2002